# 幻燈機

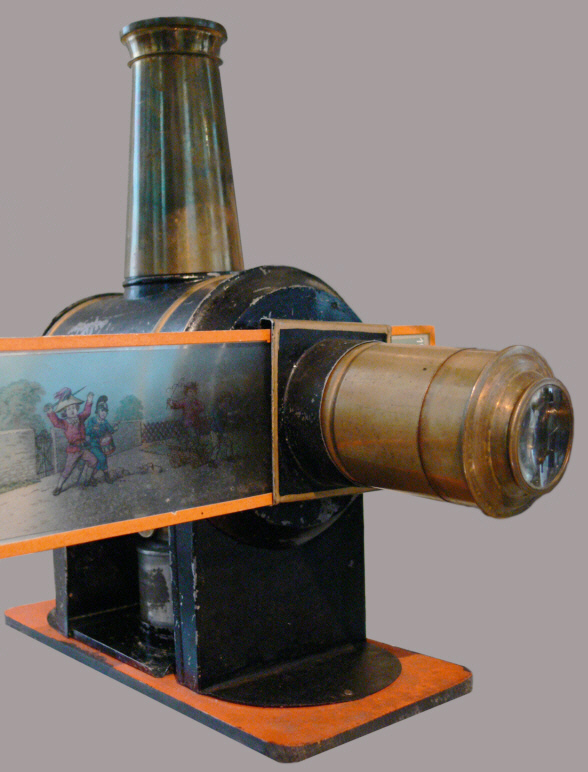
幻灯機

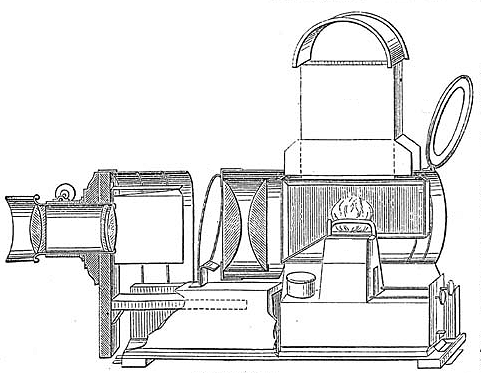
幻灯機的構造图

幻灯机（英語：magic lantern），也称魔灯、西洋灯，是一种主要由一个或数个透镜以及光源构成的投影成像设备。展示时，先将绘制于透明材质画板（幻灯片）上的图像置于透镜后，使光源透过画板并经由透镜组完成放大，最后在幕上成像，通过滑动幻灯片来实现图像的变化。它是幻灯片投影仪的前身。

## 原理

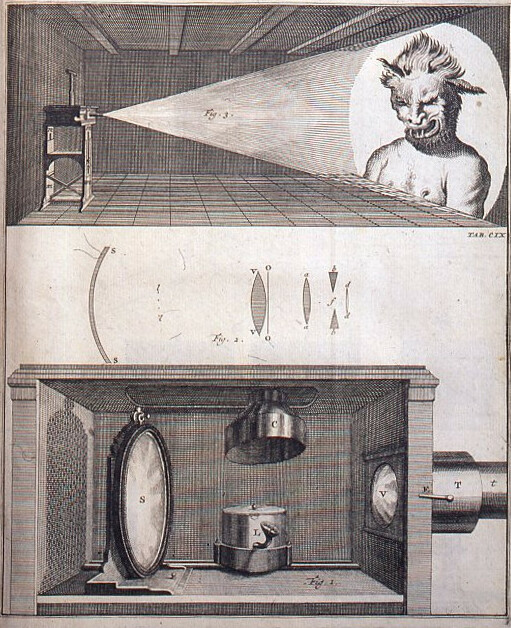
威廉·雅各布·葛洛夫桑德1720年的著作《基本物学算理》（Physices Elementa Mathematica）中的一页插图，描绘扬·范·莫申布罗克的幻灯机投影出一个怪物，并展示了其内部构造。这是已知年代最早的一部幻灯机，实物现藏于荷兰莱顿布尔哈夫博物馆

### 构造
通常在幻灯机中，会有内置的光源发生装置和一个置于光源后方的凹镜（非透镜），来引导光源完整透过并聚焦于玻璃的一小块特定矩形区域，即所要展示的幻灯片内容，从而使处于幻灯机前半部的透镜能接收到像。在幻灯机中，这些透镜组被调试至一个适当位置，使幻灯片所在平面能对准成像的幕，并保持合适距离，让投影至幕上的成像清晰。成像的幕有时可以是简单的一面白色的墙（但需要是白色的，以免干扰幻灯片本身的颜色）。最终的投影会是与幻灯机相对的正立放大图像。
在克里斯蒂安·惠更斯和扬·范·莫申布罗克（Jan van Musschenbroek）的幻灯机中，使用了3个透镜另作物镜。19世纪流行的一种双片幻灯机（英語：Biunial lanterns）使用了2个物镜，这也让幻灯片的更换更加顺畅简便。立体光学图像机则加入更多光源，使相片幻灯的投影得到优化。

### 幻灯片
最初，幻灯机投影的图像都在玻璃板上手绘，多用不透光的黑色颜料，后来其它透明彩色也被用来绘制幻灯片，也有的图像绘制在油浸过的纸上。此外黑颜料也常常用作幻灯片背景，以阻断多余光线，从而使图像轮廓能够不受干扰。许多幻灯片在绘制完毕后都会刷上一层透明的漆起保护作用，后来也有用玻璃盖片代替。手工制幻灯片一般都会装在木制框板中，图像由方形或圆形的开口露出。

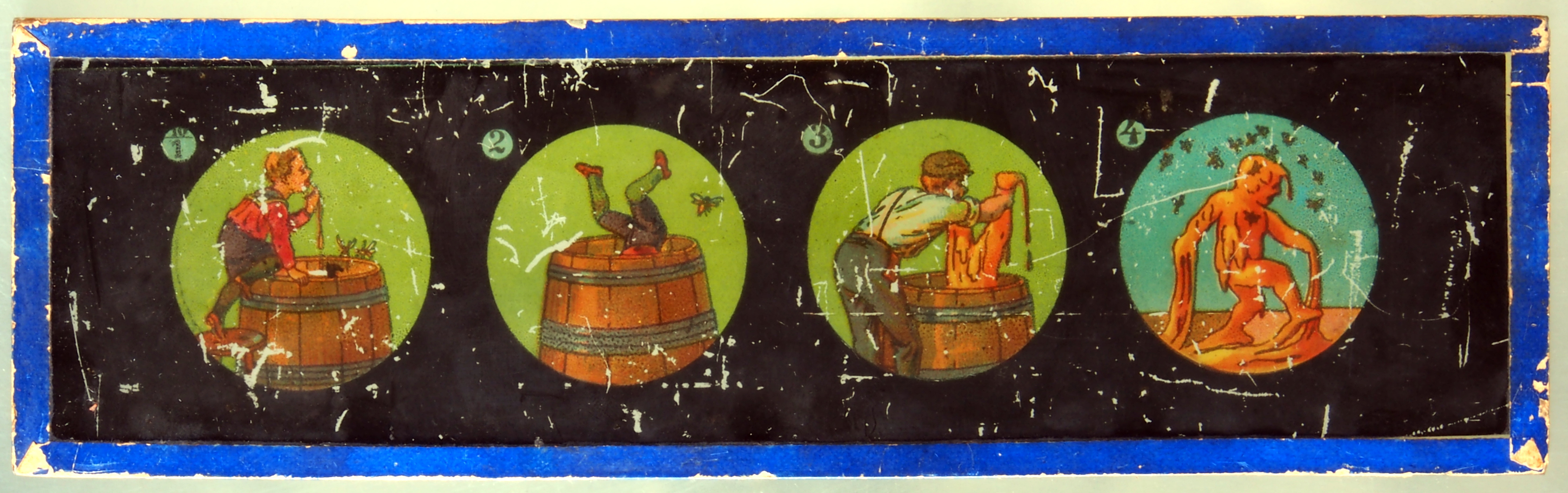
小男孩掉进蜂蜜中的故事，镶纸边量产幻灯片

1820年后，利用印花技法，有印刷厂开始量产手绘幻灯片。此类幻灯片通常是一个在玻璃条上嵌入若干图画，再贴上纸条作为边框。
最早的摄影幻灯片由的生于德国的美国人威廉-郎恩姆（Ernst Wilhelm & Friedrich Langenheim）兄弟1848年发明于宾夕法尼亚，并在1850年获得专利。

### 光源
在幻灯机初发明的17世纪，人能利用的仅有光源只有阳光、蜡烛和油灯，在幻灯机中这些光源的成像黯淡模糊，且使用不便。1790年代发明的阿甘德灯运用于幻灯机增强了图像的亮度，而1820年代发明的灰光灯又使亮度上升了一大台阶。1860年代出现的高亮度弧光灯使使用者不用接触易燃气体和剧毒化学物质，而最终白炽灯的发明进一步提升了光源的安全性，虽然亮度并未更进一步。